# گئورگ آصلان
گئورگ آصلان (انگلیسی: Kevork Aslan؛ زادهٔ ۱ ژانویهٔ ۱۸۴۹) تاریخ‌نگار اهل ارمنستان است.

## تالیفات
- Armenia and the Armenians from the Earliest Times Until the Great War - (1409782565) (1914)[۲][۳]